# Babalawo

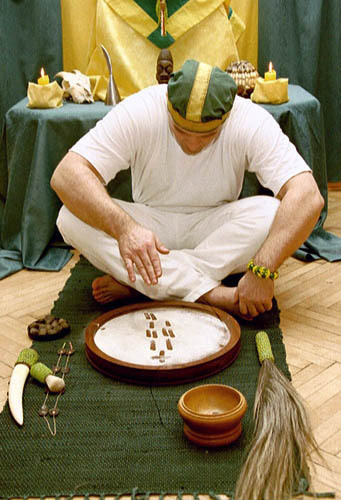
Babalawo

Un Babalawo (ou Babalao, ou Babaaláwo, prononcé Baba-a-láwo) est un prêtre d'Ifá, en langue yoruba. Ifa est un système de divination originaire d'Afrique de l'Ouest qui représente les enseignements de l'orisha Orunmila, orisha de la Sagesse. Les babalawo affirment s'assurer du futur au travers de leur communication avec Orunmila. Cette communication est effectuée au travers des formes prises par la chaîne de divination Opele (ekuelé) ou par des noix de palmiers appelées ikin sur le plateau de divination, traditionnellement en bois. 